# Afrikansk gåshirs
Afrikansk gåshirs (Eleusine africana) är en gräsart som beskrevs av Kenn.-o'byrne. Enligt Catalogue of Life ingår Afrikansk gåshirs i släktet gåshirser och familjen gräs, men enligt Dyntaxa är tillhörigheten istället släktet gåshirser och familjen gräs. Arten förekommer tillfälligt i Sverige, men reproducerar sig inte. Inga underarter finns listade i Catalogue of Life.